# Wybory parlamentarne w Timorze Wschodnim w 2023 roku
Wybory parlamentarne w Timorze Wschodnim w 2023 roku odbyły się 21 maja. Były to szóste wybory parlamentarne zorganizowane w kraju po uzyskaniu niepodległości przez Timor Wschodni. Do zdobycia w wyborach było 65 mandatów w jednoizbowym parlamecie. Swoje listy wyborcze zarejestrowało siedemnaście ugrupowań politycznych. Jedynie pięć przekroczyło wymagany próg wyborczy wynoszący 4%. Zwycięzcą wyborów został Krajowy Kongres Odbudowy Timoru.

## Wyniki
| Ugrupowanie                               | Głosy   | %     | Mandaty |
| ----------------------------------------- | ------- | ----- | ------- |
| Krajowy Kongres Odbudowy Timoru           | 288 289 | 41,63 | 31      |
| FReTiLIn                                  | 178 338 | 25,75 | 19      |
| Partia Demokratyczna                      | 64 517  | 9,32  | 6       |
| Kmanek Haburas Unidade Nasional Timor Oan | 52 031  | 7,51  | 5       |
| Partia Wyzwolenia Ludowego                | 40 720  | 5,88  | 4       |
| Pozostałe partie                          | 68 626  | 9,91  | -       |
| Łącznie                                   | 692 521 | 100%  | 65      |

## Utworzenie rządu
W wyniku wyborów Krajowy Kongres Odbudowy Timoru zdobył 31 mandatów, tym samym nie uzyskując samodzielnej większości (wymagane przynajmniej 33 mandaty). Z tego powodu zawiązano koalicję z Partią Demokratyczną. Nowy rząd powołano 1 lipca 2023 r. Na jego czele stanął Xanana Gusmão. 